# Allobates conspicuus
Espèce
Synonymes
- Colostethus conspicuus Morales, 2002 "2000"

Statut de conservation UICN

 DD  : Données insuffisantes
Allobates conspicuus est une espèce d'amphibiens de la famille des Aromobatidae.

## Répartition
Cette espèce se rencontre :
- au Pérou, sur le versant est des Andes, dans les vallées de Pachitea, Manu et Ucayali ;
- au Brésil, dans l'État d'Acre.

## Publication originale
- Morales, 2002 "2000" : Sistemática y biogeografía del grupo trilineatus (Amphibia, Anura, Dendrobatidae, Colostethus), con descripción de once nuevas especies. Publicaciones de la Asociación de Amigos de Doñana, no 13, p. 1-59.